# النسوية في نيوزلندا

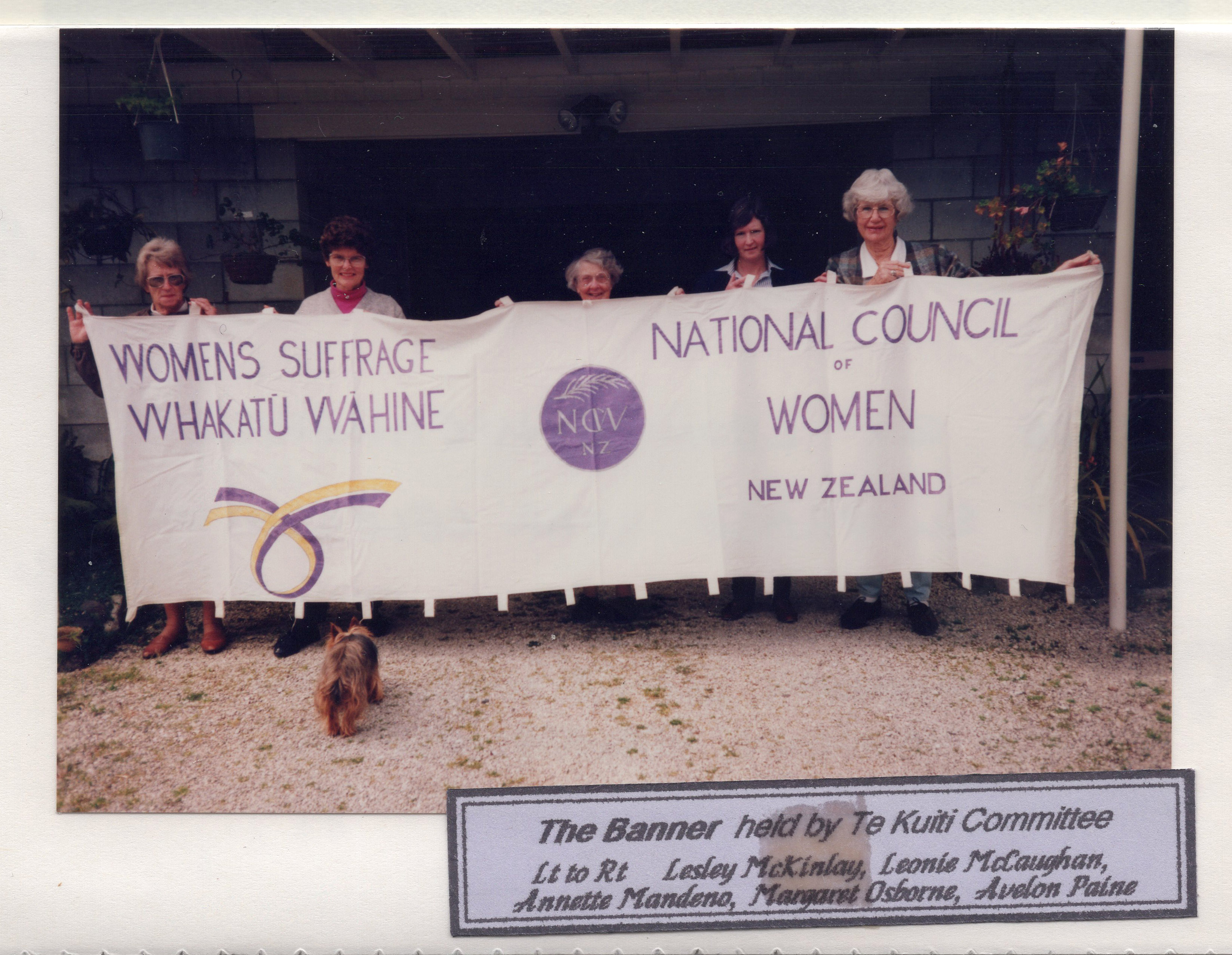
حقوق المراءفسويه

النسوية في نيوزلندا هي عبارة مجموعة من النشاطات، وهي فلسفة للنهوض بحقوق المرأة في نيوزلندا. يمكن ملاحظتها من خلال البرلمان والتشريع، وأيضًا من خلال النشاطات والاقتداء بنساء مهمات وبمجموعة من الأشخاص عبر تاريخ نيوزلندا. نجحت حركة حق النساء في التصويت في نيوزلندا في عام 1893 عندما أصبحت نيوزلندا أول أمة تمتلك جميع النساء فيها الحق بالتصويت. كانت نيوزلندا أيضًا أول دولة في العالم تشغل فيها النساء أعلى خمس مناصب، وهذا ما حدث بين شهر مارس من عام 2005 وشهر أغسطس من عام 2006 من خلال وجود ملكة نيوزلندا إليزابيث الثانية، والحاكم العام سيلفيا كارترايت، ورئيسة الوزراء هيلين كلارك، والمتحدثة باسم مجلس نواب نيوزلندا مارغريت ويلسون ورئيسة المحكمة العليا سيان إلياس.
في عام 1840، كانت نساء الماوري جزءًا من توقيع معاهدة وايتانغي التي جعلت نيوزلندا جزءًا من الإمبراطورية البريطانية تحت حكم الملكة فيكتوريا. أقرت الحكومة البريطانية قانون دستور نيوزلندا لعام 1852 والذي منحها حكمًا ذاتيًا محدودًا، وامتلك ثلاثة أرباع السكان الأوروبيين الذكور البالغين في نيوزلندا الحق بالتصويت في أول انتخابات عام 1853. صوت شعب الماوري لأول مرة في عام 1868 وصوتت النساء أول مرة في عام 1893.

## تاريخها

### ما قبل الاستعمار
قبل التسوية الأوروبية لنيوزلندا، كان هناك دلائل على أن نساء الماوري كن يتحملن مسؤوليات متنوعة كزعيمات قبائل، وخبيرات استراتيجيات عسكريات، ومحاربات، وشاعرات وملحنات وطبيبات(معالجات). كانت وظائفهن بغض النظر عن جنسهن. كانت أنظمة قرابة النسب في قبائل الماوري غالبًا منظمة بشكل أمومي.
كانت دبلوماسية وطقوس التبادل بين قبائل الماوري تنظم غالبًا وفقًا لمفهوم مانا واين، وللمكانة والسلطة السياسية التي تتمتع بها المرأة أو نساء القبيلة. في يومنا هذا، يصر العديد من الماوري إيوي والهابو المنحدرين من هؤلاء النساء على التعريف عن أنفسهم بأنهم «شعب» ذلك السلف الأنثوي بالتحديد. على سبيل المثال، على الساحل الشرقي لشمال الجزيرة، هناك مجموعة إيوي بارزة هي مجموعة ناغاتي كاهونغونو، مسماة على اسم السلف الذكر كاهونغونو. من ناحية ثانية، فإنه في منطقة الماهيا في تلك المنطقة يوجد تفضيل محلي لاسم نغاتي رونغومايواين؛ حيث أن رونغومايواين معروف بأنه السلف الأعلى مكانة للشعب هناك. هناك إصرار مشابه لذلك من قبل أفراد نغاتي هينيموا وأعضاء نغاتي هينيمانو.
أشار الباحثون إلى أن ترسيخ البنية الأبوية في مجتمعات الماوري تشكل نتيجة الاحتكاك مع الاستعمار، وبشكل كبير من خلال توقعات وتحيزات التجار الأوروبيين المستوطنين والمبشرين المسيحيين.

### الخط الزمني
- 1860: قانون كمال ممتلكات المرأة المتزوجة، يسمح للنساء بالاحتفاظ بمدخولهن وممتلكاتهن في حال هُجرن.
- 1864: حاربت هيني بور لصالح حركة الملك واستطاعت إبراز نفسها من خلال معركة بوابة با. أصبحت لاحقًا أمينةً لاتحاد الاعتدال المسيحي لنساء الماوري، وعُرفت فيما بعد كخبيرة في ملكيات أراضي الماوري.
- 1867: أُقر قانون الشركات المستقلة ذاتيًا وقانون الطلاق وقضايا الزواج وتم تنفيذها.
- 1873: تنفيذ قانون توظيف النساء.
- 1884: قانون ملكية المرأة المتزوجة.
- 1893: فازت نساء الماوري وباكيها بحق التصويت في الانتخابات العامة وفقًا لقانون الانتخابات، وأصبحت إليزابيث ييتس أول عمدة امرأة في نيوزلندا في الإمبراطورية البريطانية.
- 1895: أُسس أول فريق هوكي للنساء، وفي هذا العام كانت ميني دين المرأة النيوزلندية الوحيدة التي تُشنق.
- 1896: أنشئ المجلس الوطني للنساء في نيوزلندا، وأصبحت إيميلي سيدبيرغ أول طبيبة خريجة، وأصبحت ماري آن بيكون أول سمساره في البورصة.
- 1897: أصبحت إيثيل بنجامين أول محامية ومستشارة قضائية يُعترف بها.
- 1898: سمح قانون الطلاق لعام 1898 بحل الزواج بشكل متساوي بالنسبة للرجل والمرأة.
- 1933: أصبحت إليزابيث مكومبس أول امرأة تنتخب في البرلمان.
- 1938: أصبحت كاثرين ستيوارت أول امرأة تنتخب في البرلمان ليس عن طريق ميراث الأرملة.
- 1946: عينت امرأتان في المجلس التشريعي؛ هما ماري أندرسون وماري دريفر.
- 1947: أصبحت ميبل هاورد، التي انتخبت في برلمان عام 1943، أول وزيرة في مجلس وزراء.
- 1949: أصبحت إيريكا راتانا أول امرأة ماورية تنتخب في البرلمان.
- 1951: تأسست أول رابطة للنساء الماوريات للشؤون الاجتماعية برئاسة السيدة واينا كوبر.
- 1975: أصبحت مارلين وارينغ بعمر الثالثة والعشرين أصغر عضوة في البرلمان النيوزلندي.
- 1983: أصبحت كاثرين تيزارد أول عمدة امرأة لمدينة أوكلاند.
- 1984: عينت آن هيركوس أول وزيرة لشؤون المرأة.
- 1988: أصبحت كل من لويل غودارد وسيان إلياس أول امرأتين تعينان في منصب مستشار الملكة في نيوزلندا.
- 1989: أصبحت كاثرين تيزارد أول امرأة تشغل منصب الحاكم العام في نيوزلندا.
- 1997: أصبحت جيني شيبلي أول رئيسة وزراء في نيوزلندا.
- 1999: أصبحت هيلين كلارك أول امرأة تُنتخب رئيسة للوزراء في نيوزلندا.
- 1999: أصبحت سيان إلياس أول امرأة تشغل منصب رئيسة المحكمة العليا في نيوزلندا.
- 2005: أصبحت مارغريت ويلسون أول متحدثة باسم مجلس النواب في نيوزلندا. نتيجة لذلك، شغلت النساء جميع المناصب الخمسة العليا في الدولة في وقت واحد، حيث عملت ويلسون مع الملكة إليزابيث الثانية لنيوزلندا، وعملت سيلفيا كارترايت حاكمًا عامًا لنيوزلندا، وسيان إلياس رئيسة المحكمة العليا في نيوزلندا، وهيلين كلارك رئيسة مجلس الوزراء في نيوزلندا.
- 2017: عينت كريستين بارتليت  حارسة لوسام الاستحقاق النيوزلندي، لخدماتها في الدفاع عن المساواة في الأجور.

### التغير السكاني بين الجنسين
أطلقت الحكومة في سبعينيات القرن التاسع عشر حملة لتشجيع مزيد من النساء على الانتقال إلى نيوزلندا. فعلوا ذلك من خلال منحهم فرصة العمل بأجر أكبر من العمل في المنزل. بحلول عامي 1916 و1941 بدأت مسألة عدم المساواة تتبدد، وكانت الفروق بين الجنسين متساوية تقريبًا. بحلول عام 1971 بدأت التغير في نسب الجنسين وبدأ عدد النساء يفوق عدد الرجال. بحلول عام 2001 كان هناك 104 امرأة مقابل كل 100 رجل. من المتوقع أن يفوق عدد السكان الإناث عدد الذكور بحلول عام 2051، وذلك بسبب معدل الوفيات المرتفع بين الرجال الذين تتراوح أعمارهم بين 15-24 عام، ومن المتوقع أن يزداد متوسط العمر المتوقع للإناث بسرعة أكبر من الذكور.

## القضايا
في عام 2001 كانت الفروق بين الجنسين في نيوزلندا أسية مع عدد نساء يفوق عدد الرجال بمقدار 63 ألف. وفقًا لسجلات إحصاء السكان الرسمي الحالية، من المتوقع أن يستمر هذا المسار. هناك قضايا رئيسية أخرى مرتقبة في حياة النساء في نيوزلندا مثل:
- انخفاض معدلات الولادة والخصوبة لدى الشابات والإنجاب في السنوات اللاحقة.
- تغير بنية الأسرة مع انخفاض معدلات الزواج، وزيادة معدلات الطلاق، وزيادة الأسر المعاد تشكيلها.
- مازال دخل النساء أقل من دخل الرجال.
- الفصل المستمر بين الجنسين في المهن حيث ما تزال النساء تشغل 90% من وظائف السكرتاريا والتمريض ووظائف الخدمة، في حين أن الرجال غالبًا ما يكونون نجارين وميكانيكيين وفنيين وسائقي شاحنات ثقيلة.
- يوجد عدد نساء شابات ماوريات أكبر من عدد النساء المارويات الأكبر سنًا.
- يوجد معدل خصوبة وإنجاب أكبر بين النساء الماوريات الشابات من النساء غير الماوريات.
- يوجد معدل وفيات أعلى بين النساء الماوريات، لاسيما الشابات والمتوسطات في العمر.
- النساء الأصغر سنًا مؤهلات تعليميًا أكثر من النساء الأكبر سنًا في جميع المجموعات العرقية.[8]